# دانا وارد
دانا وارد (بالإنجليزية: Dana Ward)‏ هو عالم نفس وعالم سياسة أمريكي، ولد في 23 أغسطس 1949 في سان خوسيه في الولايات المتحدة.